# IBeacon

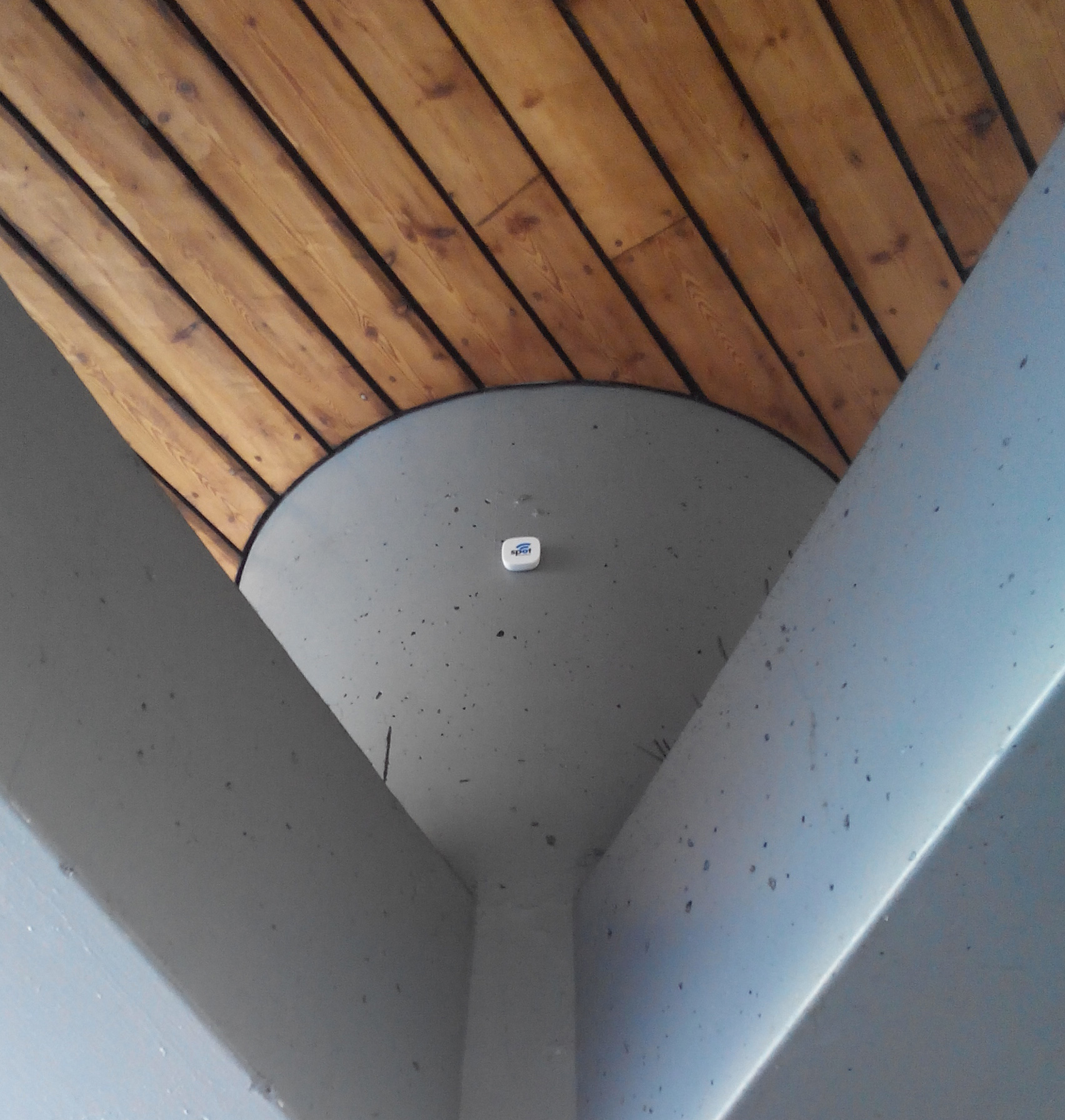
Установленный на здании маяк

iBeacon — API сервиса iOS, начиная с версии 7, позволяющий производить передачу данных между беспроводными устройствами — маяками (англ. beacon) — и устройствами, поддерживающими Bluetooth LE, торговая марка Apple, Inc. Аналогичный сервис имеют и устройства с ОС Android, начиная с версии 4.3.
Технология iBeacon, работающая внутри помещений, позволяет дополнить традиционные сервисы определения местоположения (GPS, сигналы вышек сотовой связи и т. п.). Например, она может с разрешения клиента, выражающегося в установке соответствующего мобильного приложения, открыть новые каналы мобильного маркетинга в розничной торговле, предоставлять дополнительную, зависящую от местоположения информацию посетителям музеев и выставок.

## Принцип работы

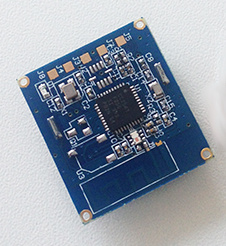
BLE-модуль

Маяк (передатчик) периодически, с интервалом от долей секунды до нескольких секунд, передаёт пакеты объявления (англ. advertising packets), не устанавливая само соединение, стандарта Bluetooth LE, которые содержат помимо заголовка следующую полезную нагрузку:
UUID
128-битный уникальный идентификатор группы маяков, определяющий их тип или принадлежность одной организации
Major
16-битное беззнаковое значение, с помощью которого можно группировать маяки с одинаковым UUID
Minor
16-битное беззнаковое значение, с помощью которого можно группировать маяки с одинаковым UUID и Major
Measured Power (уровень сигнала в 1 м от передатчика)
8-битное знаковое целое — значение индикации уровня принимаемого сигнала (RSSI), откалиброванное на расстоянии 1 м от приёмника, которое используется для определения близости (англ. proximity) маяка к приёмнику (мобильному устройству). Измеряется в dBm.
Для определения расстояния до маяка (англ. ranging) используется измеренное на приёмнике реальное значение RSSI (в dBm), с объявленным маяком значением «Measured Power» на расстоянии 1 метра (см. RSSI). Чем больше расстояние, тем больше будет разница между «Measured Power» и RSSI. В случае использования нескольких маяков кроме расстояния до каждого может быть установлено и местоположение приёмника путём трилатерации или методом «fingerprinting» («отпечатков»). Под «fingerprinting» понимается предварительная запись векторов из RSSI от идентифицированных маяков для некоторого набора точек в помещении. При навигации измерения сравниваются с этим набором и выбирается самая подходящая по «отпечатку» точка.
Когда местоположение определено, мобильное приложение может предпринять некоторые действия, например, показать соответствующую информацию.
Уровень сигнала на приёмнике зависит от расстояния только в случае беспрепятственного распространения радиосигнала. В реальных помещениях на RSSI влияет многолучевое распространение (англ. multipath propagation) радиоволн, что может приводить как к заниженным, так и к завышенным уровням сигнала. Для получения более точных оценок требуется применение алгоритмов сглаживания.

## Устройства-маяки

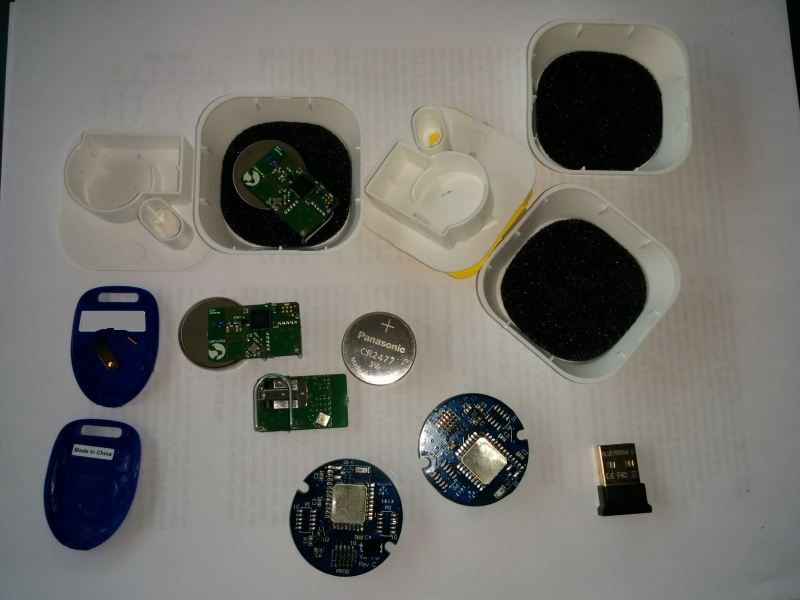
Маячки различных производителей

В качестве маяков могут использоваться отдельные малогабаритные устройства на батарейках; устройства, питающиеся от USB; Raspberry Pi с соответствующим USB-брелоком. В качестве маяка может выступать iOS-устройство с соответствующим приложением.

## Применения
iBeacon могут устанавливаться в магазинах для целей маркетинга (например, адресного предоставления скидок), на начальном этапе транзакции беспроводного платежа, на массовых зрелищных и спортивных мероприятиях и т. п.
С развитием технологии следующие общие направления могут существенно расширить арсенал интерактивного дизайнера:
- Привязка цифрового содержимого к объектам физического мира
- Целостная, хорошо интегрированная настройка и интеграция гаджетов
- Новые концепции в розничной торговле
- Информационные взаимодействия между физическими лицами (англ. peer-to-peer)

Кроме того, на основе iBeacon можно строить системы внутреннего позиционирования с присущими им сферами применения.
Маячки могут использоваться для людей с нарушением зрения. iBeacon позволяет слабовидящим ориентироваться на местности, предоставляя подробную информацию о том, что их окружает.

## Альтернативные протоколы
В июле 2015 года Google (Alphabet Inc.) опубликовал Eddystone — альтернативный iBeacon протокол для маячков, также основанный на Bluetooth LE. В отличие от протокола от Apple, Eddystone является более открытым протоколом, а также позволяет использовать различные типы кадров (frame), в том числе URIBeacon, когда маячок непосредственно передаёт унифицированный идентификатор ресурса. В протоколе также предусматривается передача «телеметрических» кадров, содержащих данные о состоянии источника напряжения и температуры.
Другой альтернативой iBeacon является открытый протокол AltBeacon, созданный Radius Networks в 2014 году. Платформа Google поддерживает его наряду с Eddystone и iBeacon.